# Amphoe Bacho
Amphoe Bacho (thailändisch อำเภอบาเจาะ) ist der nördlichste Landkreis (Amphoe – Verwaltungs-Distrikt) der  Provinz Narathiwat. Die Provinz Narathiwat liegt im Südosten der Südregion von Thailand an der Landesgrenze nach Malaysia.

## Geographie
Benachbarte Landkreise und Gebiete sind (von Osten im Uhrzeigersinn): die Amphoe Mueang Narathiwat, Yi-ngo und Rueso der Provinz Narathiwat, Amphoe Raman der Provinz Yala sowie  die Amphoe Kapho, Sai Buri und Mai Kaen der Provinz Pattani.
Die Bergzüge von Sankarakhiri bilden eine natürliche Grenze zwischen Thailand und Malaysia im Süden. 

## Geschichte
Bacho wurde 1908 zunächst als Kleinbezirk (King Amphoe) mit dem Namen Champako (จำปากอ) eingerichtet, der im folgenden Jahr den vollen Amphoe-Status bekam. 1918 wurde Champako in Paro Nuea umbenannt, 1931 bekam Bacho schließlich seinen heutigen Namen.
Bis 1932 war Bacho Teil der Provinz Sai Buri. Als diese 1932 aufgelöst wurde, kam Sai Buri zur Provinz Pattani, während Bacho der Provinz Narathiwat zugeordnet wurde.

## Sehenswürdigkeiten
- Teile des  Nationalparks „Budo-Su-Ngai-Padi“ (Thai: อุทยานแห่งชาติบูโด-สุไหงปาดี) liegen in den Bergen, die an Yala und Pattani grenzen. Das Gebiet beherbergte früher überwiegend Guerillatruppen, so dass nur wenige Menschen die Schönheiten des unberührten Urwalds genießen konnten. Erst durch die 1974 erfolgte Errichtung des Bacho-Wasserfall-Parks (heute Budo-Su-Ngai-Padi) änderte sich die Situation. Der Park ist etwa 294 km² groß.
- Wat Choeng Khao: Tempel in etwa 13 km Entfernung zur Amphoe; hier lehrte Luang Pho Daeng, ein verehrter buddhistischer Mönch der Umgegend

## Verwaltung

### Provinzverwaltung
Amphoe Bacho ist in sechs Unterbezirke (Tambon) eingeteilt, welche weiter in 43 Dorfgemeinschaften (Muban) unterteilt sind. 
| Nr. | Name        | Thai        | Muban | Einw.  |
| --- | ----------- | ----------- | ----- | ------ |
| 1.  | Bacho       | บาเจาะ      | 08    | 12.765 |
| 2.  | Lubo Sawo   | ลุโบะสาวอ    | 07    | 06.731 |
| 3.  | Kayo Mati   | กาเยาะมาตี   | 05    | 06.669 |
| 4.  | Paluka Samo | ปะลุกาสาเมาะ | 11    | 12.271 |
| 5.  | Bare Nuea   | บาเระเหนือ   | 06    | 06.028 |
| 6.  | Bare Tai    | บาเระใต้     | 06    | 06.525 |

### Lokalverwaltung
Es gibt zwei Kleinstädte (Thesaban Tambon) im Landkreis:
- Bacho (Thai: เทศบาลตำบลบาเจาะ) besteht aus Teilen des Tambon Bacho,
- Don Sai (Thai: เทศบาลตำบลต้นไทร) besteht aus Teilen des Tambon Paluka Samo.

Außerdem gibt es sechs „Tambon-Verwaltungsorganisationen“ (TAO, องค์การบริหารส่วนตำบล) für die Tambon oder die Teile von Tambon im Landkreis, die zu keiner Stadt gehören.